# Tweede Kamerverkiezingen in het kiesdistrict Lochem

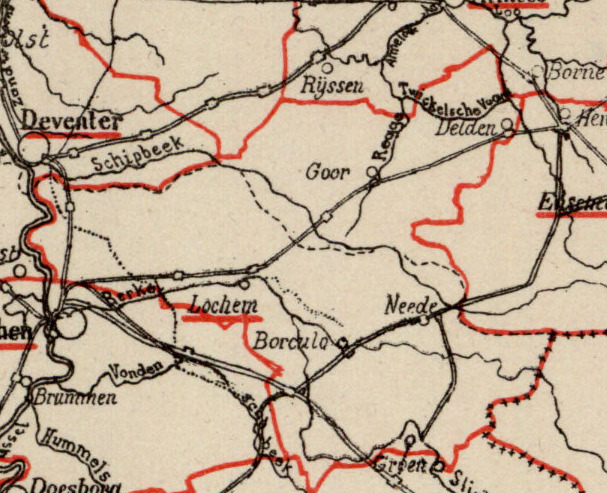
Kiesdistrict Lochem (1888)

Tweede Kamerverkiezingen in het kiesdistrict Lochem geeft een overzicht van verkiezingen voor de Nederlandse Tweede Kamer in het kiesdistrict Lochem in de periode 1888-1918.
Het kiesdistrict Lochem werd ingesteld na de grondwetsherziening van 1887. Tot het kiesdistrict behoorden de volgende gemeenten: Ambt Delden, Borculo, Diepenheim, Eibergen, Goor, Gorssel, Groenlo, Laren, Lochem, Markelo, Neede,  Ruurlo en Stad Delden.
Het kiesdistrict Lochem vaardigde in deze periode per zittingsperiode één lid af naar de Tweede Kamer. 
Legenda
- cursief: in de eerste verkiezingsronde geëindigd op de eerste of tweede plaats, en geplaatst voor de tweede ronde;
- vet: gekozen als lid van de Tweede Kamer.

## 6 maart 1888
De verkiezingen werden gehouden na vervroegde ontbinding van de Tweede Kamer.
|                                 | 6 maart |
| ------------------------------- | ------- |
| Kiesgerechtigden                | 3.242   |
| Opkomst                         | 2.879   |
| Geldige stemmen                 | 2.858   |
| Blanco stemmen                  | 17      |
| Kandidaten                      |         |
| A. Schimmelpenninck van der Oye | 1.459   |
| J.G. van Rappard                | 1.394   |

## 30 oktober 1888
Alexander Schimmelpenninck van der Oye, gekozen bij de verkiezingen van 6 maart 1888, trad op 1 oktober 1888 af vanwege zijn benoeming als Commissaris van de Koning in Utrecht. Om in de ontstane vacature te voorzien werd een tussentijdse verkiezing gehouden.
|                  | 30 oktober |
| ---------------- | ---------- |
| Kiesgerechtigden | 3.242      |
| Opkomst          | 2.929      |
| Geldige stemmen  | 2.910      |
| Blanco stemmen   | 15         |
| Kandidaten       |            |
| C.M. Brantsen    | 1.460      |
| J.G. van Rappard | 1.450      |

## 9 juni 1891
De verkiezingen werden gehouden na ontbinding van de Tweede Kamer.
|                  | 9 juni |
| ---------------- | ------ |
| Kiesgerechtigden | 3.474  |
| Opkomst          | 3.297  |
| Geldige stemmen  | 3.282  |
| Blanco stemmen   | 10     |
| Kandidaten       |        |
| E.B. Kielstra    | 1.782  |
| C.M. Brantsen    | 1.491  |

## 10 april 1894
De verkiezingen werden gehouden na vervroegde ontbinding van de Tweede Kamer.
|                  | 10 april | 24 april |
| ---------------- | -------- | -------- |
| Kiesgerechtigden | 3.522    | 3.522    |
| Opkomst          | 2.745    | 2.764    |
| Geldige stemmen  | 2.727    | 2.725    |
| Blanco stemmen   | 11       | 32       |
| Kandidaten       |          |          |
| C. Lely          | 1.153    | 1.447    |
| J. van Alphen    | 830      | 1.278    |
| E.B. Kielstra    | 740      |          |

## 15 juni 1897
De verkiezingen werden gehouden na ontbinding van de Tweede Kamer.
|                  | 15 juni |
| ---------------- | ------- |
| Kiesgerechtigden | 7.408   |
| Opkomst          | 6.533   |
| Geldige stemmen  | 6.533   |
| Blanco stemmen   | 0       |
| Kandidaten       |         |
| C. Lely          | 3.886   |
| G.J. ten Cate    | 2.441   |
| A.L. van Hasselt | 206     |

## 17 augustus 1897
Cornelis Lely, gekozen bij de verkiezingen van 15 juni 1897, nam zijn benoeming niet aan vanwege zijn toetreding op 27 juli 1897 tot het na de verkiezingen geformeerde kabinet-Pierson. Om in de ontstane vacature te voorzien werd een naverkiezing gehouden.
|                           | 17 augustus |
| ------------------------- | ----------- |
| Kiesgerechtigden          | 7.408       |
| Opkomst                   | 3.967       |
| Geldige stemmen           | 3.915       |
| Blanco stemmen            | 52          |
| Kandidaten                |             |
| C. Lely                   | 3.558       |
| J.H.J. Quarles van Ufford | 357         |

## 14 juni 1901
De verkiezingen werden gehouden na ontbinding van de Tweede Kamer.
|                         | 14 juni | 27 juni |
| ----------------------- | ------- | ------- |
| Kiesgerechtigden        | 7.553   | 7.553   |
| Opkomst                 | 6.122   | 6.232   |
| Geldige stemmen         | 5.970   | 6.147   |
| Blanco stemmen          | 152     | 85      |
| Kandidaten              |         |         |
| C. Lely                 | 2.936   | 3.731   |
| H.W. van Asch van Wijck | 2.242   | 2.416   |
| W.P.G. Helsdingen       | 792     |         |

## 13 augustus 1901
Cornelis Lely was bij de verkiezingen van 14 en 27 juni 1901 gekozen in twee kiesdistricten, Amsterdam IX en Lochem. Hij opteerde voor Amsterdam IX, als gevolg waarvan in Lochem een naverkiezing gehouden werd. 
|                              | 13 augustus | 20 augustus |
| ---------------------------- | ----------- | ----------- |
| Kiesgerechtigden             | 7.553       | 7.553       |
| Opkomst                      | 3.605       | 5.078       |
| Geldige stemmen              | 3.543       | 5.013       |
| Blanco stemmen               | 62          | 65          |
| Kandidaten                   |             |             |
| W.P.G. Helsdingen            | 1.650       | 2.518       |
| H.F. Hesselink van Suchtelen | 1.771       | 2.495       |
| J.P. Vemer                   | 122         |             |

## 16 juni 1905
De verkiezingen werden gehouden na ontbinding van de Tweede Kamer.
|                   | 16 juni | 28 juni |
| ----------------- | ------- | ------- |
| Kiesgerechtigden  | 8.872   | 6.075   |
| Opkomst           | 8.193   | 5.669   |
| Geldige stemmen   | 8.115   | 5.617   |
| Blanco stemmen    | 78      | 52      |
| Kandidaten        |         |         |
| G. Jannink        | 2.848   | 2.910   |
| N. Oosterbaan     | 3.069   | 2.707   |
| W.P.G. Helsdingen | 2.198   |         |

## 11 juni 1909
De verkiezingen werden gehouden na ontbinding van de Tweede Kamer.
|                           | 11 juni | 23 juni |
| ------------------------- | ------- | ------- |
| Kiesgerechtigden          | 9.406   | 9.406   |
| Opkomst                   | 8.064   | 7.714   |
| Geldige stemmen           | 7.951   | 7.570   |
| Blanco stemmen            | 113     | 144     |
| Kandidaten                |         |         |
| G. Jannink                | 2.745   | 4.049   |
| A. van Heeckeren van Kell | 3.189   | 3.551   |
| J. Kok                    | 2.017   |         |

## 17 juni 1913
De verkiezingen werden gehouden na ontbinding van de Tweede Kamer.
|                           | 17 juni | 25 juni |
| ------------------------- | ------- | ------- |
| Kiesgerechtigden          | 10.519  | 10.519  |
| Opkomst                   | 9.352   | 9.289   |
| Geldige stemmen           | 9.233   | 9.217   |
| Blanco stemmen            | 119     | 72      |
| Kandidaten                |         |         |
| G. Jannink                | 3.911   | 5.889   |
| A. van Heeckeren van Kell | 3.283   | 3.328   |
| J. van Leeuwen            | 2.039   |         |

## 15 juni 1917
De verkiezingen werden gehouden na ontbinding van de Tweede Kamer.
|                  | 15 juni |
| ---------------- | ------- |
| Kiesgerechtigden | 10.998  |
| Opkomst          | 5.237   |
| Geldige stemmen  | 5.136   |
| Blanco stemmen   | 101     |
| Kandidaten       |         |
| G. Jannink       | 4.579   |
| F.A.J. van Zeijl | 557     |

## Opheffing
De verkiezing van 1917 was de laatste verkiezing voor het kiesdistrict Lochem. In 1918 werd voor verkiezingen voor de Tweede Kamer overgegaan op een systeem van evenredige vertegenwoordiging met kandidatenlijsten van politieke partijen.